# Futbolniy Klub Karpaty Lviv
Futbolniy Klub Karpaty Lviv, ou simplesmente Karpaty Lviv (em língua ucraniana, Футбольний клуб "Карпати" Львів), é um clube de futebol da Ucrânia da cidade de Lviv. Atualmente, disputa a temporada 2021-22 da liga correspondente à terceira divisão do futebol ucraniano.

## História
O clube foi fundado em 1963, ainda na época da União Soviética.
A equipe principal disputaria atualmente o Campeonato Ucraniano 3ª Divisão.

### Copa da URSS
Em 17 de agosto de 1969, o Karpaty se tornou o primeiro (e único) clube na história do futebol da URSS que ganhou a Copa da URSS jogando na Primeira Liga Soviética. O caminho para a taça não foi menos emocionante como a final em si. No caminho, os Leões foram desafiados por pesos pesados soviéticos como Ararat Yerevan e Chornomorets Odesa. A rodada das quartas de final os igualou com Trud Voronezh, que na rodada anterior havia eliminado o Spartak Moscou. Após uma ligeira vitória sobre Voronezh, o Karpaty enfrentou os construtores de navios de Mykolaiv. O jogo foi percebido pelos Lvivians como a chance de vingar a derrota no ano passado para os Mykolaivans, que lhes custou uma passagem para a Premiership soviética. Uma pontuação de 2 a 0 foi suficiente para garantir uma viagem a Moscou.
Na final, o Karpaty enfrentou a equipe do Exército Vermelho de Rostov-on-Don no Estádio Lenin. Os homens do exército de Rostov eram um dos melhores clubes soviéticos em meados da década de 1960 e para esse jogo foram considerados os favoritos, sendo os representantes da Primeira Liga Soviética. Antes do início do jogo, o capitão do Karpaty, Ihor Kulchytskyi, tradicionalmente cumprimentava todos os árbitros, exceto o árbitro assistente, Eugen Härms. O motivo foi que Härms, o árbitro estoniano responsável pelo jogo do ano anterior contra o Uralmash Sverdlovsk, permitiu um gol de impedimento óbvio que acabou contribuindo para a negação de uma promoção do Karpaty. O Karpaty estava perdendo por 0 a 1 já após os primeiros 20 minutos e até o final do tempo não conseguiu empatar, mas vários torcedores do Karpaty levaram seu time para a frente.
Na segunda parte, os ucranianos quebraram o rumo do jogo e dois gols de Lykhachov e Bulhakov colocaram os leões em vantagem. Perto do final do jogo, a equipe do Rostov marcou mais um gol, mas de impedimento. O árbitro principal, sem consultar os seus assistentes, permitiu inicialmente o gol e os russos correram alegremente para o centro do campo. No entanto, um momento depois, ele percebeu o sinal de mão de Härms, que havia identificado um impedimento e reverteu sua decisão, concedendo a vitória a Lviv.
Na temporada seguinte, o primeiro adversário do Karpaty na Taça dos Vencedores das Taças foi o romeno Steaua București, que liderado por István Kovács avançou com um total de 4-3.

### SKA Karpaty (1981–1989)
Em 1981, o Karpaty fundiu-se com outra equipe da cidade, SKA Lviv, pertencente ao Distrito Militar dos Cárpatos. Em 1980, o Karpaty foi rebaixado da Primeira Liga Soviética (Vysshaya Liga) e na Primeira Liga Soviética de 1981 ficou apenas em 11º. Já antes do final da temporada surgiram rumores sobre uma possível fusão. A lógica dos autores dessa decisão foi em seguir, a cidade está recebendo uma equipe, mais forte e competitiva. Em janeiro de 1982, os dirigentes do futebol regional finalmente decidiram se unir aos clubes. Foi motivado pelo fato de ser difícil financiar duas equipes. Como resultado, o Karpaty foi liquidado e seu lugar na Primeira Liga Soviética foi ocupado pela equipe do exército SKA Karpaty, que foi estabelecida no lugar do SKA Lviv. A nova equipe foi formada por jogadores do SKA, do Karpaty e vários outros que chegaram recentemente. O treinador principal tornou-se o russo Nikolay Samarin. Acredita-se que o técnico ucraniano e soviético Valeriy Lobanovskiy comentou sobre a liquidação do Karpaty, que é um desastre do futebol em toda a região ocidental da república. O que não levaria uma única década antes que eles percebessem toda a tragédia dessa fusão.
O recém-criado SKA Karpaty estava jogando nas cores vermelho e branco, e as cores tradicionais verdes e brancas foram proibidas. Militsiya estava observando que os torcedores não traziam nenhuma marca verde para as arquibancadas. O comparecimento do clube caiu imediatamente. Em 1980, os jogos em casa do Karpaty eram visitados em média por 20-25 mil espectadores. Na primeira temporada após a fusão das equipes de Lviv no estádio, estavam reunindo cerca de 5-6 mil espectadores. Os jogadores recém-chegados também não ficaram muito tempo com o clube do exército e foram embora assim que o serviço militar foi encerrado.
O SKA Karpaty continuou jogando na Primeira Liga Soviética até 1989, chegando perto da promoção em 1986, quando o CSKA Moscou foi promovido à frente do Karpaty no saldo de gols. Como sua maior conquista, o SKA Karpaty ficou em terceiro lugar duas vezes enquanto era treinado por Volodymyr Bulhakov. Depois disso, seu desempenho piorou. Se em 1987 o clube conseguiu colocar o quinto lugar, depois de mais dois anos ele literalmente atingiu o fundo do poço, ficando em último lugar. Perdeu 18 de seus 21 jogos fora de casa e sua sequência de derrotas chegou a 15 jogos. A um dos jogos em casa chegou a assistir apenas 54 espectadores, o que foi o absoluto anti-recorde da época.

### Renascimento
O renascimento do Karpaty começou com a publicação em um jornal. Em 1983, o jornalista e escritor Ivan Salo escreveu um artigo crítico "Futebol... fora do jogo" de impedimento). Agora, devido à censura na União Soviética, ousou ser impresso apenas em quatro anos no jornal "Leninska molod" (A Juventude de Lenin). O autor exigia a separação do SKA Karpaty em duas equipes, como era antes. O assunto foi ampliado por "Sportyvna Hazeta". Em novembro-dezembro de 1988, a editora realizou um comício "Ya, mama, tato – za komandu Karpaty" (Mãe, pai e eu – para a equipe Karpaty). O jornal conseguiu reunir 70.000 assinaturas de toda a Ucrânia. Depois disso, o caso realmente saiu do impasse. A delegação de Lviv partiu para Kiev para negociações com a federação republicana de futebol (SSR ucraniana, precursora da UAF). As negociações também foram realizadas com Moscou.
Finalmente, em 5 de janeiro de 1989, às 15h00, no escritório nº 290 do Comitê Estadual de Esportes da União Soviética, em Luzhniki Embankment, em Moscou, foi assinado o certificado sobre o renascimento do time de futebol Karpaty. Sua assinatura colocou o futuro presidente da Federação de Futebol da União Soviética Vyacheslav Koloskov. E em 10 de janeiro em "Sportyvna Hazeta", foi impresso um texto intitulado "O aniversário do clube".  Já se passaram sete anos desde o momento da liquidação do Karpaty. Os Leões começaram a jogar na Segunda Liga (Zona 5, não "ucraniana"), e o SKA continuou a jogar na Primeira.
O renascimento do clube foi assumido pela liderança da Fábrica Elektron, em instalações das quais, em 1963, o Karpaty foi realmente criado. Em 2019, já o falecido Yuriy Dyachuk-Stavytskyi estava dizendo: "Naquela época eu trabalhava como treinador principal do Prykarpattia Ivano-Frankivsk. Para Lviv fui convidado junto com Rostyslav Zaremba (na época ele chefiava um clube dos fãs de futebol do Karpaty). Foi-nos dito que o clube precisava ser transferido. Para o escritório, nos foi atribuído um espaço na vulytsia Dudaieva. No terceiro andar havia dois quartos. Encontramos algumas cadeiras e uma mesa de revistas.Trouxe minha máquina de escrever pessoal, muita gente lembra. Meus amigos riram de mim dizendo "Por que você precisa disso?" A mesma coisa foi dita a Rostyslav quando nós dois chegamos a um terreno vazio de fato.
No entanto, em Karpaty renovado reuniu uma equipe pronta para a batalha como para Lviv retornou um bom número de "filhotes adotivos" locais (ex-recrutas) como Stepan Yurchyshyn, Serhiy Kvasnykov, Viktor Rafalchuk, Hryhoriy Batych, Vasyl Leskiv, Bohdan Bandura e outros. Um chefe de esquadrão tornou-se Ihor Kulchytskyi, como treinador principal foi nomeado Borys Rossykhin, enquanto seu assistente tornou-se Rostyslav Potochniak. As empresas estavam nos transferindo seus fundos, e as pessoas estavam simplesmente trazendo em suas tampas o dinheiro que coletavam nas ruas da cidade. Então, peço que não se confunda, o time de futebol foi criado em 1963, e o clube – em 1989. (Muitos times de futebol foram forçados a adotar a política soviética de khozraschyot durante esse período, alguns mais cedo do que outros.) Essas são duas datas históricas importantes".

### Liga Ucraniana (1991–presente)
Desde que a Ucrânia conquistou sua independência, o Karpaty participou principalmente das competições da Premier League ucraniana. Eles alcançaram o 3º lugar em 1997-98 , seu maior resultado na primeira divisão ucraniana até o momento, e foram vice-campeões da Copa da Ucrânia duas vezes, perdendo ambas as vezes para o Dínamo de Kiev na final.
A décima terceira temporada na Premier League ucraniana tornou-se infeliz para o Karpaty e na temporada 2003-04 a equipe foi rebaixada para o Persha Liha. No entanto, o Karpaty permaneceu lá apenas por duas temporadas e na temporada 2005-06, o clube conseguiu ficar em segundo lugar no Persha Liha, que o promoveu ao Vyscha Liha no ano seguinte.
Em agosto de 2017, o presidente do clube, Petro Dyminskyi, enquanto dirigia perto de Lviv, colidiu com outro carro matando uma jovem. Poucos dias depois, ele deixou a Ucrânia em um jato particular quando a polícia iniciou a investigação. Em dezembro de 2017, o tribunal distrital de Kiev ordenou sua detenção e pediu ajuda à Interpol. Em 2018, Dyminskyi apelou à Interpol para ignorar o pedido. Dyminskyi ainda está foragido e escondido.
Foi então que Oleh Smaliychuk se tornou um dos principais executivos do clube como vice-presidente. O Karpaty evitou o rebaixamento na temporada anterior de 2016-17 devido a sanções administrativas impostas ao FC Dnipro. Em junho de 2017, o Karpaty substituiu seu treinador pelo especialista estrangeiro Sergio Navarro, enquanto o argentino Dario Drudi, que recentemente trabalhou no FC Zirka Kropyvnytskyi, tornou-se diretor executivo do clube. Para o clube também foram trazidos vários jogadores de língua espanhola.
O clube começou mal a temporada 2017-18 perdendo em casa para o recém-promovido NK Veres Rivne, que se mudou temporariamente para Lviv (1: 6), o que levou os torcedores a pedir aos jogadores que tirassem o uniforme e parassem para desonrar as cores do clube. Após a derrota,  Navarro renunciou e foi substituído por Serhiy Zaytsev, mas isso não ajudou muito. O clube ainda lutou e após a derrota fora de casa contra o FC Prykarpattia Ivano-Frankivsk da Segunda Liga (1:2), os hooligans do clube começaram tumultos em massa no estádio, briga com a polícia local e pararam o ônibus com o Karpaty retornando perto de Lviv. Depois de mais uma derrota em casa para o FC Mariupol e mantendo-se no 11º lugar (de 12), Zaitsev deixou o posto e foi substituído por Oleh Boychyshyn. O novo treinador conseguiu melhorar a posição da tabela do clube durante o segundo turno e o clube saiu da zona de rebaixamento.
Após um início um tanto ruim na temporada 2018-19, com duas derrotas em casa em quatro jogos, Boychyshyn foi substituído pelo português José Morais. A forma do clube não melhorou muito e depois de ver surpreendentes vitórias fora de casa frente ao FC Dynamo Kyiv e FC Chornomorets Odesa, o Karpaty continuou a lutar para ultrapassar a zona de despromoção. No final de novembro de 2018, o treinador português partiu para a Coreia e Boychyshyn assumiu como interino. No entanto, antes do final da metade, o clube após esta troca de treinador voltou à zona de rebaixamento. Durante as férias de inverno para o clube foi trazido outro especialista espanhol, Fabri Gonzálezque, deveria atualizar o clube, porém seus esforços foram escassos e o clube permaneceu em seu 10º lugar. Fabri também não conseguiu vencer o FC Inhulets Petrove nas quartas de final domésticas que jogou em um nível inferior. Pouco antes do final, Fabri foi substituído por Oleksandr Chyzhevskyi, que conseguiu vencer o FC Arsenal Kyiv e o play-off de rebaixamento contra o FC Volyn Lutsk. Uma excelente temporada teve um possível jogador Marian Shved, que acabou de completar 22 anos e terminou a temporada em terceiro na lista de artilheiros com 14 registros. Ele também foi negociado com o clube escocês Celtic FC, mas permaneceu emprestado ao Karpaty até o final da temporada.

## Estádio
O FC Karpaty joga seus jogos em casa no Estádio da Ucrânia. O estádio foi construído em 1963 como Estádio Druzhba (Amizade) e renomeado para Estádio Ukraina em 1992. O estádio foi renovado várias vezes desde então, a última ocorreu em 2001. Atualmente, a arena tem capacidade para 29.004 espectadores.
O estádio também foi o palco da partida final da primeira temporada da Premier League ucraniana em 1992, na qual Tavriya Simferopol derrotou o Dynamo Kyiv.
Também foi um dos palcos dos jogos da seleção nacional de futebol da Ucrânia, sendo o mais recente uma vitória por 1 a 0 sobre a Bielorrússia em 6 de setembro de 2008, durante as eliminatórias da Copa do Mundo FIFA de 2010.

## Elenco 2022
Fontes: fckarpaty.com.ua e pfl.ua
Nota: Bandeiras indicam equipe nacional, conforme definido pelas regras de elegibilidade da FIFA. Os jogadores podem ter mais de uma nacionalidade não-FIFA.
| N.º |         | Posição | Jogador                  |
| --- | ------- | ------- | ------------------------ |
| 1   | Ucrânia | G       | Maksym Kuchynskyi        |
| 3   | Ucrânia | D       | Serhiy Siminin           |
| 4   | Ucrânia | D       | Valeriy Boldenkov        |
| 5   | Ucrânia | D       | Ivan Lobay               |
| 7   | Ucrânia | M       | Andriy Tkachuk           |
| 8   | Ucrânia | M       | Ambrosiy Chachua         |
| 9   | Ucrânia | A       | Denys Kozhanov (Capitão) |
| 15  | Ucrânia | D       | Oleksandr Matkobozhyk    |
| 17  | Ucrânia | M       | Anatoliy Titunin         |
| 18  | Ucrânia | M       | Illya Povaliy            |
| 21  | Ucrânia | D       | Oleksandr Dudarenko      |

| N.º |         | Posição | Jogador             |
| --- | ------- | ------- | ------------------- |
| 28  | Ucrânia | G       | Nazar-Stefan Sass   |
| 30  | Ucrânia | M       | Vladyslav Pryimak   |
| 38  | Ucrânia | G       | Ivan Siletskyi      |
| 74  | Ucrânia | A       | Maksym Humenyuk     |
| 77  | Ucrânia | A       | Denys Halenkov      |
| 90  | Ucrânia | D       | Volodymyr Zastavnyi |
| 93  | Ucrânia | D       | Ivan Tsyupa         |
| 99  | Ucrânia | A       | Yevhen Budnik       |
|     | Ucrânia | D       | Andriy Markovych    |
|     | Ucrânia | M       | Ihor Semenyna       |

## Títulos do Clube

### Doméstico

#### União Soviética
- Copa da URSS
  - Campeão (1): 1969
- Primeira Liga Soviética
  - Campeão (2): 1970 e 1979
- Segunda Liga Soviética
  - Campeão (1): 1991 (Zona Oeste)

#### Ucraniana
- Campeonato Ucraniano Sub-21
  - Campeão (1): 2009–10
- Copa da Ucrânia
  - Vice-Campeão (2): 1992–93 e 1998–99
- Campeonato Ucraniano de Futebol - Segunda Divisão
  - Vice-Campeão (1): 2004–05

### Não-oficial
- Copa del Sol
  - Campeão (1): 2011